# Jaškovo
Jaškovo is een plaats in de gemeente Ozalj in de Kroatische provincie Karlovac. De plaats telt 516 inwoners (2001).